# STARDUST REVUE 35th Anniversary Tour「スタ☆レビ」
『STARDUST REVUE 35th Anniversary Tour「スタ☆レビ」』（スターダストレビュー・サーティーフィフス・アニバーサリー・ツアー「スタ☆レビ」）は、スターダストレビュー5枚目のライブ・アルバム。2017年7月19日に発売された。

## 解説
本作はデビュー35周年を記念した、5枚組から構成されるライブCD。
4種類存在する本タイトルの全国ツアー・ライブセットリスト楽曲の62曲を全て網羅している。

## 収録曲

### DISC 1「ライブ1」
1. AMAZING GRACE
2. Northern Lights -輝く君に-
3. NO! NO! Lucky Lady
4. What A Nite!
5. 言葉じゃいえないLoneliness
6. Magic〜手をつなごう〜
7. おぼろづき
8. 夜更けのリフ〜midnight riff
9. 今夜だけきっと
10. 木蘭の涙
11. 季節を越えて
12. ジャスミン
13. シュガーはお年頃

### DISC 2「ライブ2」
1. Triangle Love
2. Stay My Blue −君が恋しくて−
3. 想い出にかわるまで
4. BEATに愛を込めて
5. クレイジー・ラブ
6. GET CRAZY−PANIC IN THE ATTIC−
7. と･つ･ぜ･ん Fall In Love
8. 夢伝説
9. 愛はいつも偶然じゃない
10. Simple Song
11. 銀座ネオン・パラダイス
12. トワイライト・アヴェニュー

### DISC 3「日替わり1」
1. もうチョットだけ何か足りない
2. All I Do
3. Spice of Life
4. いのちのこたえ
5. ふたり
6. 真昼の月
7. メビウスの瞳
8. 夢の翼
9. KEEP ON ROLLIN’
10. 恋は医者でも治せない
11. 愛の歌
12. もっとそばに来て

### DISC 4「日替わり2」
1. 流星物語
2. 素敵なWink Cat −dedicated to FLAPPERS−
3. 今日もいい日でありますように
4. 約束
5. 追憶
6. 歳月の果てに
7. ワイン恋物語
8. Over The Rainbow
9. Goodtimes & Badtimes
10. BABY, とりあえずもっと
11. 道〜The Song For Us〜
12. ブラックペッパーのたっぷりきいた私の作ったオニオンスライス

### DISC 5「日替わり3」
1. Baby, It’s You
2. 屋根にノボって
3. 本日のスープ
4. 夢への地図
5. 1％の物語
6. Love, peace & love
7. 会えないよ
8. 7月7日
9. RUNNING
10. Smiling Face
11. 太陽の女神
12. ニッポンの汗
13. Get Up My Soul